# Мануель Рохас (футболіст)
Мануель Антоніо Рохас (ісп. Manuel Antonio Rojas, нар. 13 червня 1954, Сантьяго) — чилійський футболіст, що грав на позиції півзахисника.
Виступав, зокрема, за клуби «Палестіно» та «Америка», а також національну збірну Чилі.

## Клубна кар'єра
У дорослому футболі дебютував 1971 року виступами за команду «Палестіно», в якій провів чотири сезони, взявши участь у 76 матчах чемпіонату.
Своєю грою за цю команду привернув увагу представників тренерського штабу клубу «Америка», до складу якого приєднався 1975 року. Відіграв за команду з Мехіко наступні два сезони своєї ігрової кар'єри і виграв чемпіонат Мексики в 1976 році, після чого з 1977 по 1982 рік грав на батьківщині у складі команд «Палестіно» та «Універсідад Католіка».
1983 року він переїхав до США, де підписав контракт із «Тампа-Бей Роудіс» з Північноамериканської футбольної ліги (NASL). У тому сезоні він забив вісім голів у двадцяти дев'яти іграх і став найкращим бомбардиром команди.
23 березня 1984 року «Роуді» звільнили Рохаса, і він через кілька днів підписав контракт із «Голден-Бей Ерзквейкс». Однак вже 10 липня Рохас перейшов у «Чикаго Стінг», вигравши з командою чемпіонат NASL 1984 року, забивши в тому числі один з голів у фіналі проти «Торонто Бліззард». Коли NASL припинив існування в кінці сезону 1984 NASL, «Стінг» заявився у шоубольну лігу Major Indoor Soccer League (MISL). Рохас залишався з командою у цьому турнірі, поки клуб не був розформований в кінці сезону MISL 1987/88 років. Надалі грав за іншу шоубольну команду «Чикаго Пауер» з AISA, де і завершив кар'єру 1991 року.

## Виступи за збірну
26 січня 1977 року дебютував в офіційних іграх у складі національної збірної Чилі в товариському матчі проти Парагваю (4:0).
У складі збірної був учасником розіграшу Кубка Америки 1979 року у різних країнах, де зіграв у всіх семи іграх і разом з командою здобув «срібло». Згодом був зі збірною учасником чемпіонату світу 1982 року в Іспанії, на якому зіграв одну гру проти Австрії (0:1), що і стала його останнім виступом за збірну. Загалом протягом кар'єри у національній команді, яка тривала 7 років, провів у її формі 29 матчів, забивши 2 голи.

## Титули і досягнення
- Чемпіон Мексики (1):

«Америка»: 1975/76
- Чемпіон Чилі (1):

«Палестіно»: 1978
- Володар Кубка Чилі (1):

«Палестіно»: 1977
- Переможець Північноамериканської футбольної ліги (1):

«Палестіно»: 	1984
- Срібний призер Кубка Америки: 1979